# Заришин
Заришин (пол. Zaryszyn) — село в Польщі, у гміні Ксьонж-Великі Меховського повіту Малопольського воєводства.
Населення — 257 осіб (2011).
У 1975-1998 роках село належало до Келецького воєводства.

## Демографія
Демографічна структура станом на 31 березня 2011 року:
|          | Загалом | Допрацездатний вік | Працездатний вік | Постпрацездатний вік |
| -------- | ------- | ------------------ | ---------------- | -------------------- |
| Чоловіки | 121     | 20                 | 88               | 13                   |
| Жінки    | 136     | 27                 | 72               | 37                   |
| Разом    | 257     | 47                 | 160              | 50                   |